# Yuyan
Yuyan (岩瑞), (1918 - 1997), était un prince chinois né à Wangfujing connu pour avoir été un proche de son cousin Puyi. Puyi le prénommait Xiaoruizi. Il l'assista lors de l'avènement du Manchoukuo puis fut détenu avec lui lors de la guerre russo-japonaise. Lorsque la Russie l'extrada avec son cousin, il fut mis au Centre de détention de criminels de guerre de Fushun. Après sa remise en liberté, il devint professeur de chinois et plus tard, travailla dans une mercerie. Il fut arrêté et remis en détention avec travaux forcés en 1959 à Pékin. Durant la révolution culturelle de 1966, il fut de nouveau arrêté et envoyé dans un camp de travail dans le Shaanxi. Il ne fut libéré qu'en 1979 et rentra à Pékin où il devint balayeur. Yuyan était notamment un calligraphe et un poète. En 1987 il est nommé consultant d'État dans le projet de restauration du palais du Prince Gong à Pékin,.